# Luftgewehrschießen
Das Luftgewehrschießen (abgekürzt LuftG oder LG) ist eine olympische Schießsportart, bei der mit einem Luftgewehr auf eine Schießscheibe geschossen wird.

## Geschichte
Vor 1945 hatten Ringscheiben für Luftgewehre 12 Ringe, die 12 hatte 9,5 mm Durchmesser. Die erste internationale Luftgewehrscheibe bis 1958 hatte 10 Ringe und die 10 einen Durchmesser von 4,5 mm, entsprach also dem Kaliber. Alle weiteren Scheiben hatten ebenfalls nur 10 Ringe. Der Deutsche Schützenbund verwendete ab 1958 eine Scheibe, deren 10 nur 2 mm Durchmesser hatte. Diese Scheibe wurde am 1. Januar 1967 auch international eingeführt. Etwa 1988 wurde die 10 auf die heute noch üblichen 0,5 mm Durchmesser verkleinert. Der Scheibenspiegel („Das Schwarze“) hat 30,5 mm Durchmesser.
Die ersten Weltmeisterschaften im Luftgewehrschießen wurden 1966 in Wiesbaden ausgetragen. 1984 wurde Luftgewehrschießen olympisch (LG Frauen, LG Männer), 2020 wird ein olympischer Mixed-Mannschaftsbewerb eingeführt.
Männer geben 60 Wertungsschüsse ab, Frauen 40, im Finale jeweils nochmals 10.
Im Bewerb „Laufende Scheibe“ (Männer) läuft jeweils eine Zielscheibe innerhalb einer 2 m breiten Schneise quer zur Schussrichtung. Abwechselnd von rechts nach links und umgekehrt. 30 mal im Langsamlauf, danach 30 im Schnelllauf.

## Match-Schießen

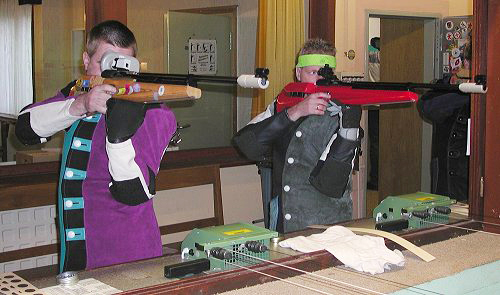
Schießen mit dem Luftgewehr freistehend

Der Schütze ist bestrebt, die Mitte einer Schießscheibe zu treffen, die 10 m entfernt ist. Der Durchmesser der „Zehn“ beträgt 0,5 mm mit ± 0,1 mm Toleranz. Dazu zielt er oder sie mit Hilfe eines Diopters und eines Korntunnels und löst den Schuss durch das Drücken des leichtgängigen Abzuges. Besonders wichtig ist dabei eine ruhige Hand und Konzentrationsvermögen des Schützen. Bis zum Alter von 45 Jahren wird Luftgewehr grundsätzlich stehend freihändig geschossen, wobei der Schütze ohne Anlehnung und künstliche Stützen stehen muss. Es gibt für Jungschützen auch die Disziplin „Dreistellungskampf“ kniend – liegend – stehend. Diese Disziplin wird nur bis zur Vollendung des 16. Lebensjahr ausgeübt als Vorbereitung auf die entsprechende Disziplin im Kleinkaliberschießen. Zum Luftgewehrschießen gehört auch die Disziplin „Laufende Scheibe 10 m“, die als einzige mit einem Zielfernrohr auf dem Luftgewehr geschossen wird (in Anlehnung an das jagdliche Schießen).
Die Regeln für das Luftgewehrschießen nach internationalem Maßstab sind in der Sportordnung des Deutschen Schützenbundes zu finden. Andere Schützenverbände haben für ihre Mitglieder eigene Regeln aufgestellt.

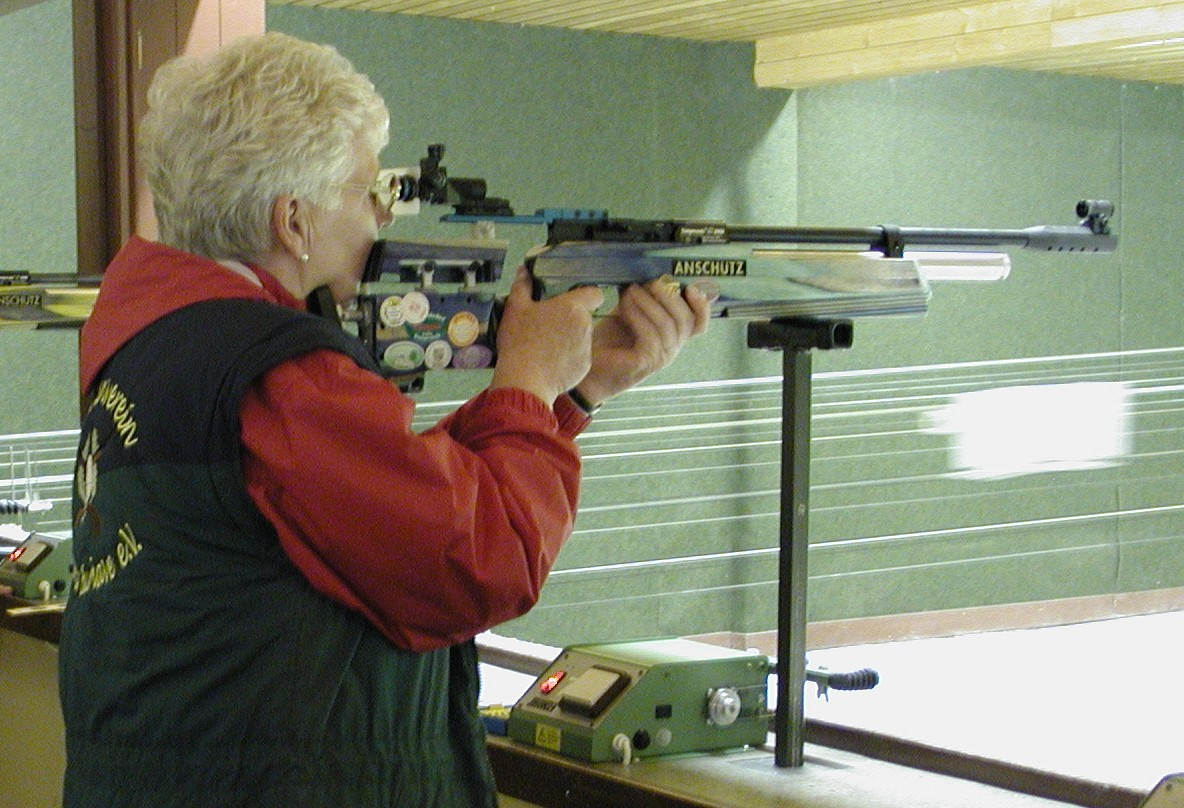
Schießen mit einem aufgelegten Luftgewehr

Ab dem Alter von 46 Jahren wird in vielen Schützenvereinen auch das Schießen mit einem aufgelegten Luftgewehr angeboten. Die Regeln dafür hat der Deutsche Schützenbund 2005 in die Sportordnung aufgenommen, zunächst ab dem Alter von 56 Jahren. Seit 2017 sieht die Sportordnung des Deutschen Schützenbunds das Auflageschießen bereits ab 51 Jahren vor. Beim Schießen darf dabei nur das Gewehr gehalten werden, die Auflage darf nicht berührt werden. Da die Leistungsdichte hier sehr eng ist (300 Ringe bei 30 Schuss sind nicht selten), werden die Schießscheiben nur noch elektronisch ausgewertet (ab 2017 erfolgt die Wertung bei Wettkämpfen nur noch in Zehntel-Wertung).

## Luftgewehre
Geschossen wird mit Sportluftgewehren. International haben sich inzwischen Systeme mit Gasspeicher durchgesetzt.

## Ausrüstung
Luftgewehrschützen verwenden zusätzlich zum Gewehr eine umfangreiche Ausrüstung. Schießjacke und Schießhose aus festem Leinen oder Leder geben dem Körper Halt, dürfen ihn aber nicht unzulässig stützen. Schießschuhe mit flacher Sohle bieten sicheren Stand und ein Schießhandschuh entlastet die Stützhand. Beim Dreistellungsschießen wird auch ein so genannter Riemen benutzt. Er ist mit dem Gewehr und der Jacke verbunden. Er hält das Gewehr vollständig. Schützen mit Sehschwäche benutzen meist eine spezielle Schießbrille mit in der Lage verstellbarem optischen Glas. Die Linse darf das Ziel nicht vergrößern. Nur Schützen ab 46 Jahren dürfen ein sogenanntes Adlerauge mit maximaler Vergrößerung von 1,5-fach verwenden.